# Ceromya aberrans
Ceromya aberrans är en tvåvingeart som först beskrevs av Malloch 1930.  Ceromya aberrans ingår i släktet Ceromya och familjen parasitflugor. Inga underarter finns listade i Catalogue of Life.